# Периодическое издание

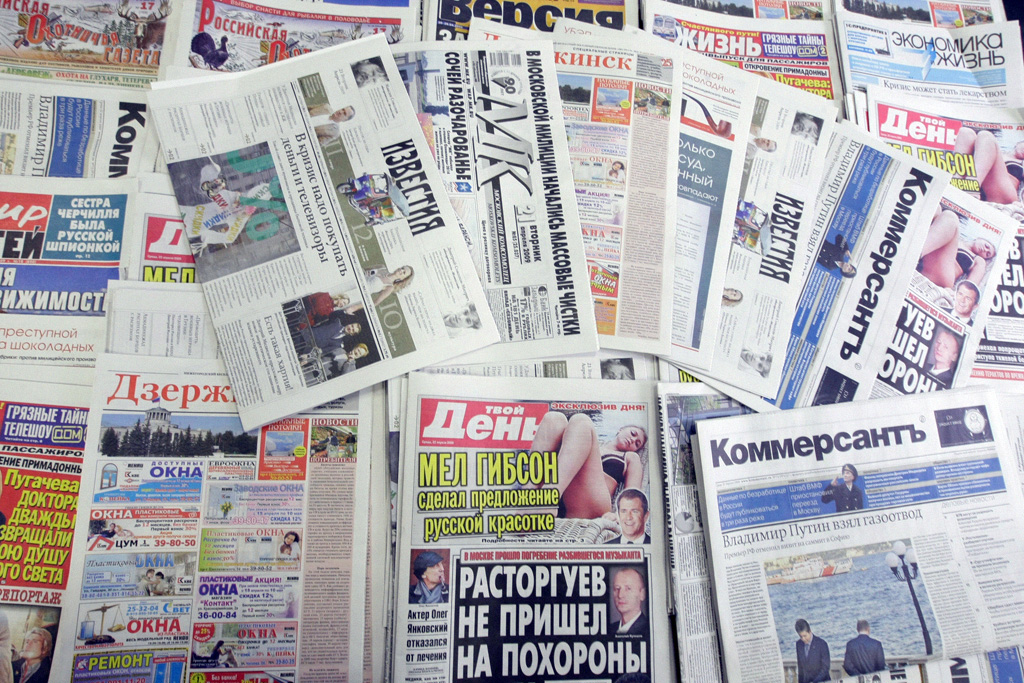
Некоторые периодические издания

Периоди́ческое изда́ние — издание (обычно печатное), выходящее с заявленной периодичностью.
В некоторых источниках используются термины периодическая печать, периодическая литература, пресса и так далее.
Печать или печатное слово, пресса, для распространения в публике, всё, что печатается в известное время, в известном государстве, и как совокупность произведений, различных авторов, воспроизводимых посредством печатного станка и вообще типолитографскими средствами: книги, брошюры, листки, иллюстрации и прочее, разделяются на выходящие через правильные промежутки времени (периодическая печать) и отдельно выпускаемые произведения (непериодическая печать).

## Виды и типы периодических изданий
Наиболее распространённые виды и типы периодических изданий (периодики):
- газета; газеты по периодичности подразделяются на ежедневные (например, «Московский комсомолец»), еженедельные («Московская комсомолка»), выходящие раз в две недели и ежемесячные («Совершенно секретно»),
- журнал; еженедельные (например, Der Spiegel-Профиль и «Компания»), выходящие раз в 2 недели, ежемесячные («Крестьянка»), раз в два месяца («Коллекция Каравана историй») и ежеквартальные,
- ежегодник,
- научный журнал,
- календари[9],
- реферативный сборник,
- библиографический указатель,
- информационный бюллетень,
- справочник,
- литературный журнал.

Некоторые издания (например, повесть) могут публиковаться частями, но не становятся при этом периодикой, поскольку заранее известен конец цикла, что, как правило, не предусматривается при запуске издания. То же самое относится и к комиксам.
По своему функционалу периодические издания могут иметь разные типологические классификации, например, научные, новостные, идеологические, социальные издания и др..

## Издание и распространение периодики

### Международный стандартный серийный номер
Международный стандартный серийный номер (англ. International Standard Serial Number) — уникальный номер, позволяющий идентифицировать любое серийное издание независимо от того, где оно издано, на каком языке, на каком носителе. Состоит из восьми цифр. Восьмая цифра — контрольное число, рассчитываемое по предыдущим 7 и модулю 11. Для транслитерирования кириллических букв в латинские используется международный стандарт ISO 9 1995 года.
Стандарт ISO 3297, определяющий правила присвоения ISSN, был введён в 1975 году. Управление процессом присвоения ISSN осуществляется из 75-ти Национальных центров. Их координацию осуществляет Международный центр, расположенный в Париже, при поддержке ЮНЕСКО и Правительства Франции.

### Периодичность издания
Иногда издания меняют свою периодичность в зависимости от разных причин:
- журналы ОМ и «Moulin Rouge» издавались в ежемесячном цикле и в цикле «раз в два месяца»;
- ежеквартальник GQ перешёл на цикл 11 номеров в год;
- ежемесячный «Карьера» за год до закрытия (в начале 2010 года) изменил перодичность на 6 номеров год.

Издание меньшей периодичности может быть приложением к изданию, которое выходит чаще (например, «Музыкальная правда» — еженедельное (пятничное) приложение к ежедневной газете «Московская правда»). Кроме того, по частям могут издаваться комплекты периодики.

### Флэтплан
Флэтплан (англ. Flatplan) — это графический план (карта) очередного номера издания, готовящегося к выходу. На флэтплане отображают, на какой полосе будет размещена та или иная рубрика, статья, реклама. Используется сотрудниками редакции для планирования номера, а также сотрудниками рекламного отдела для продажи рекламы, размещаемой на страницах издания.

### Практика распространения периодики
При распространении периодики на бумаге могут применяться особые условия доставки. Например, в США федеральная почта распространяет периодику по специальным тарифам.